# كلا محلة (هرازبي الجنوبي)
کلا محلة (بالفارسية: کلامحله) هي قرية تقع في إيران في قسم هرازبي الجنوبی الريفي. يقدر عدد سكانها بـ 247 نسمة بحسب إحصاء 2016.